# Ramatuelle
Ramatuelle település Franciaországban, Var megyében. Lakosainak száma 1889 fő (2022. január 1.). Ramatuelle Gassin, La Croix-Valmer és Saint-Tropez községekkel határos.

## Népesség
A település népessége az elmúlt években az alábbi módon változott:
| Lakosok száma | 2124 | 2094 | 2123 | 2070 | 2079 | 2115 | 2037 | 1963 | 1889 |
|               | 2013 | 2015 | 2016 | 2017 | 2018 | 2019 | 2020 | 2021 | 2022 |